# Juegos Mundiales en Pista Cubierta de 1985
Los Juegos Mundiales en Pista Cubierta se celebraron en el Palais Omnisports de Paris-Bercy en París, Francia del 18 al 19 de enero de 1985. En 1987 el campeonato fue renombrado a "Campeonato Mundial de Atletismo en Pista Cubierta". Hubo un total de 319 participantes de 69 países diferentes.

## Resultados

### Hombres
| Evento              | Oro                 | Oro      | Plata              | Plata    | Bronce               | Bronce   |
| ------------------- | ------------------- | -------- | ------------------ | -------- | -------------------- | -------- |
| 60 m                | Ben Johnson         | 6.62     | Sam Graddy         | 6.63     | Ronald Desruelles    | 6.68     |
| 200 m               | Aleksandr Yevgenyev | 20.95    | Ade Mafe           | 20.96    | João da Silva        | 21.19    |
| 400 m               | Thomas Schönlebe    | 45.60    | Todd Bennett       | 45.97    | Mark Rowe            | 46.31    |
| 800 m               | Colomán Trabado     | 1:47.42  | Benjamín González  | 1:47.94  | Ikem Billy           | 1:48.28  |
| 1,500 m             | Mike Hillardt       | 3:40.27  | José Luis González | 3:41.36  | Joseph Chesire       | 3:41.38  |
| 3,000 m             | João Campos         | 7:57.63  | Don Clary          | 7:57.78  | Ivan Uvizl           | 7:57.92  |
| 60 m vallas         | Stéphane Caristan   | 7.67     | Javier Moracho     | 7.69     | Jon Ridgeon          | 7.70     |
| Salto de altura     | Patrik Sjöberg      | 2.32     | Javier Sotomayor   | 2.30     | Othmane Belfaa       | 2.27     |
| Pértiga             | Sergey Bubka        | 5.75     | Thierry Vigneron   | 5.70     | Vasiliy Bubka        | 5.60     |
| Salto de longitud   | Jan Leitner         | 7.96     | Gyula Pálóczi      | 7.94     | Giovanni Evangelisti | 7.88     |
| Triple salto        | Khristo Markov      | 17.22    | Lázaro Betancourt  | 17.15    | Lázaro Balcindes     | 16.83    |
| Lanzamiento de peso | Remigius Machura    | 21.22    | Udo Beyer          | 21.10    | Jānis Bojārs         | 19.94    |
| 5 km marcha         | Gérard Lelièvre     | 19:06.20 | Maurizio Damilano  | 19:11.41 | Dave Smith           | 19:16.04 |

### Mujeres
| Evento              | Oro                | Oro      | Plata                  | Plata    | Bronce             | Bronce   |
| ------------------- | ------------------ | -------- | ---------------------- | -------- | ------------------ | -------- |
| 60 m                | Silke Gladisch     | 7.20     | Heather Oakes          | 7.21     | Christelle Bulteau | 7.34     |
| 200 m               | Marita Koch        | 23.09    | Marie-Christine Cazier | 23.33    | Kim Robertson      | 23.69    |
| 400 m               | Diane Dixon        | 53.35    | Regine Berg            | 53.81    | Charmaine Crooks   | 54.08    |
| 800 m               | Cristeana Cojocaru | 2:04.22  | Jane Finch             | 2:04.71  | Maria Simeanu      | 2:05.51  |
| 1,500 m             | Elly van Hulst     | 4:11.41  | Fita Lovin             | 4:11.42  | Brit McRoberts     | 4:11.83  |
| 3,000 m             | Debbie Scott       | 9:04.99  | Agnese Possamai        | 9:09.66  | PattiSue Plumer    | 9:12.12  |
| 60 m vallas         | Xénia Siska        | 8.03     | Laurence Elloy         | 8.08     | Anne Piquereau     | 8.10     |
| Salto de altura     | Stefka Kostadinova | 1.97     | Susanne Lorentzon      | 1.94     | Debbie Brill       | 1.90     |
| Salto de altura     | Stefka Kostadinova | 1.97     | Susanne Lorentzon      | 1.94     | Danuta Bułkowska   | 1.90     |
| Salto de altura     | Stefka Kostadinova | 1.97     | Susanne Lorentzon      | 1.94     | Silvia Costa       | 1.90     |
| Salto de longitud   | Helga Radtke       | 6.88     | Tatyana Rodionova      | 6.72     | Nijolé Medvedeva   | 6.44     |
| Lanzamiento de peso | Natalya Lisovskaya | 20.07    | Ines Müller            | 19.68    | Nunu Abashidze     | 18.82    |
| 3 km marcha         | Giuliana Salce     | 12:53.42 | Yan Hong               | 13:06.66 | Ann Peel           | 13:06.97 |